# Hinderrust

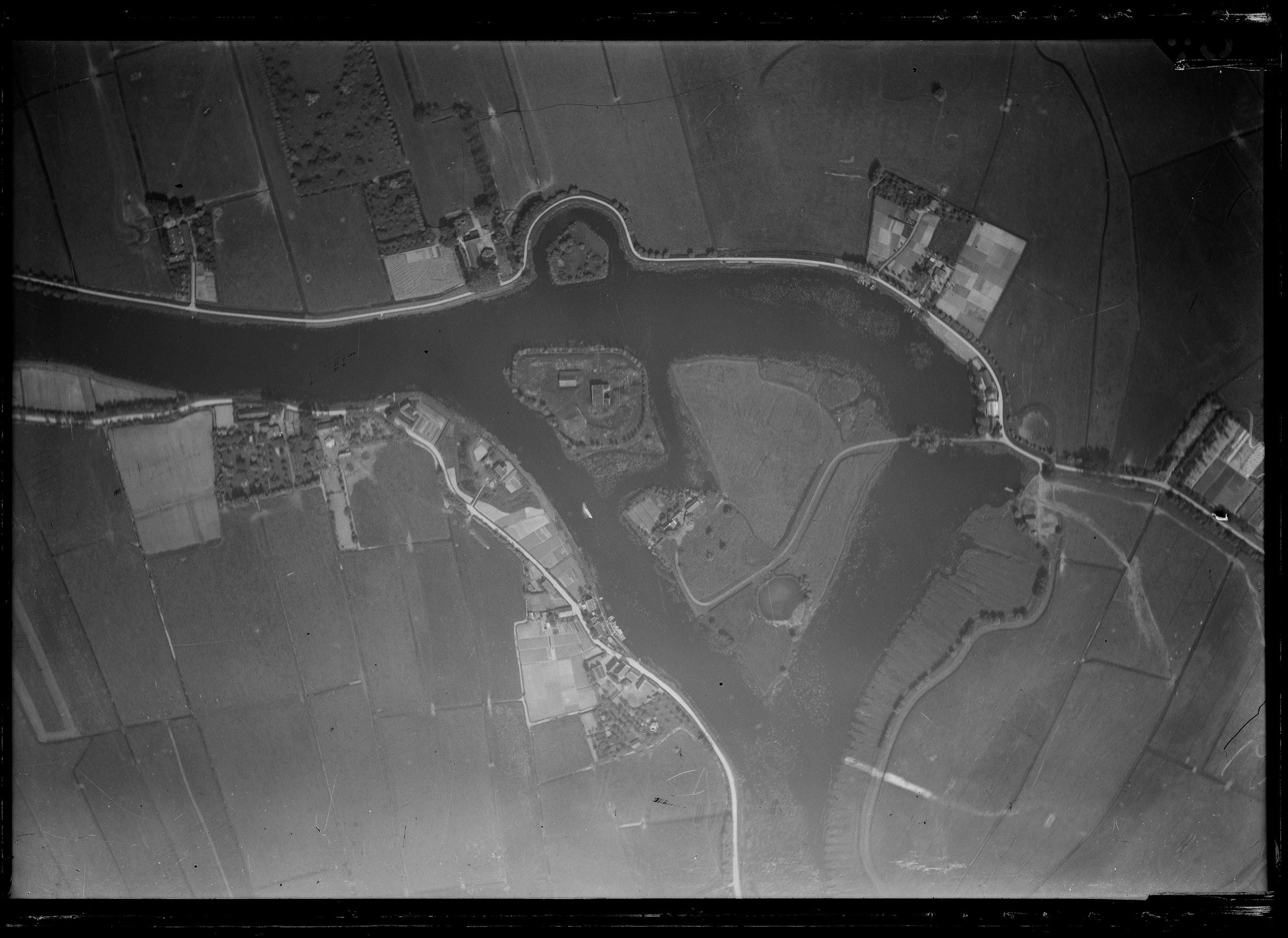
De Vecht met Fort Hinderdam (links) en het eiland Hinderrust (rechts)

Hinderrust is een kleine buitenplaats langs de rivier de Vecht in de buurtschap Hinderdam in de Nederlandse gemeente Wijdemeren.
Op de grens van de provincie Utrecht en Noord-Holland in een bocht van de rivier de Vecht bij Nederhorst den Berg werd in 1437 de Hinderdam aangelegd, met daarin een sluizen-complex. In de jaren 1555-1556 werd deze sluis verlegd naar een hiervoor gegraven zuidelijke bochtafsnijding, waardoor een eiland ontstond met daarop een blok- of wachthuis. Dit huis dat in de volgende jaren ook als jachthuis en boerderij werd gebruikt, kreeg midden 18e eeuw de functie van een buitenplaats(je), genaamd Hinderrust.
Bij het eiland kwam ook een fort met een fortgracht ter verdediging van de sluizen. Fort Hinderdam maakte deel uit van de Oude Hollandse Waterlinie en latere waterlinies.